# Félix a rúrka
Félix a rúrka je československý animovaný seriál, který zobrazuje příhody kouzelníka Felixe a jedné vodovodní trubky. Seriál byl vyroben v roce 1988. Nakreslil ho Antonín Stoják, režisérem byl Ivan Renč.

## Seznam dílů
1. Hra na vláčik
2. Vietor v rybníku
3. Psia príhoda
4. Ryba na kolieskach
5. Sen o lesnej víle
6. Šmýkačka
7. O začarovanej princeznej
8. Ovocný koktail
9. Usmievať sa, prosím
10. Dobrodružstvo pod vodou
11. Veľké upratovanie
12. Podzemné kráľovstvo